# Go on Move
"Go on Move" – trzeci singel zespołu Reel 2 Real wydany w 1993 i 1994 roku. Tekst utworu został napisany przez Ericka Morillo i Marka Quashie'a.

## Lista utworów
- Singel (1993)[1]

1. "Go On Move" (Erick 'More' '94 Vocal Mix) – 4:13
2. "Go On Move" (Judge Jules & Michael Skins Pumped Up Club Mix) – 6:59
3. "Go On Move" (Erick 'More' Original Mix) – 5:07
4. "Go On Move" (Judge Jules & Michael Skins Scream Up Mix) – 6:20
5. "Go On Move" (Reel 2 Real '94 Dub) – 4:58
6. "Go On Move" (Smooth Touch Gets Phearce) – 5:27
7. "Go On Move" (Erick 'More' '94 Vocal Mix) – 6:14

## Notowania na listach przebojów
| Kraj              | Lista (1993/1994/1995)        | Najwyższa pozycja |
| ----------------- | ----------------------------- | ----------------- |
| Stany Zjednoczone | Dance Music/Club Play Singles | 6                 |
| Irlandia          | Top 50 Singles                | 6                 |
| Wielka Brytania   | Singles Top 100               | 7                 |
| Holandia          | Single Top 100                | 11                |
| Francja           | Top 100 Singles               | 12                |
| Szwecja           | Top 60 Singles                | 15                |
| Austria           | Singles Top 75                | 16                |
| Szwajcaria        | Singles Top 75                | 18                |
| Niemcy            | Top 100 Singles               | 20                |